# バウエル・ルドルフ
バウエル・ルドルフ（Rezső "Rudolf" Bauer、1879年1月2日 - 1932年11月9日）は、ハンガリーの陸上競技選手である。彼は、1900年に開催されたパリオリンピックの円盤投で金メダルを獲得した。

## 経歴
ブダペスト大学で法律を学ぶかたわら陸上競技に取り組み、パリオリンピックに円盤投のハンガリー代表として出場することになった。
パリオリンピックでの円盤投競技は、8つの国から16人の選手が出場して1900年7月14日（予選）と7月15日（決勝）に実施された。競技会場はブローニュの森の中にあったラシン・クラブ・ド・フランスのグラウンドに設けられ、レーンが2列の立ち木で仕切られていた。そのため、前回アテネオリンピックの円盤投金メダリストだったロバート・ギャレットを含む数人の選手は、円盤を木にぶつける事態に見舞われてしまい、ギャレットを含む2人の選手が「記録なし」の結果に終わっている。

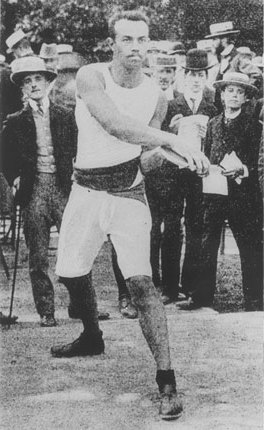
バウエル・ルドルフ（1900年）

バウエルは7月14日の予選でギャレットが持っていたオリンピック記録を更新する36メートル4センチの投擲で1位となり、翌日の決勝に進んだ。予選の上位5人が挑んだ決勝では、自己の記録を上回ることはできなかったが、2位となったボヘミア代表フランチシェク・ヤンダ・スゥク以下に大差をつけて金メダル獲得を果たした。